# Commission des administrations civiles, police et tribunaux
La Commission des administrations civiles, police et tribunaux est l'une des douze commissions exécutives créées par décret de la Convention nationale le 12 germinal an II (1er avril 1794). Elle remplace le Ministère de la Justice et une partie des bureaux du Ministère de l'Intérieur.

## Création des Commissions exécutives
Le 12 germinal, le Comité de salut public, par l'organe de Lazare Carnot, présente à la Convention nationale  un rapport proposant la suppression du Conseil exécutif.
Un des arguments utilisés par Carnot fut celui-ci: « Une institution créée par les rois (le Conseil exécutif) pour le gouvernement héréditaire d'un seul, pour le maintien de trois ordres, pour des distinctions et pour des préjugés, pourrait-elle, en effet, devenir le régulateur d'un gouvernement représentatif et fondé sur le principe de l'égalité? »
Au terme de son discours, l'orateur propose un décret sur la création de 12 commissions exécutives pour remplacer les six ministères du Conseil exécutif.
- L'article 1 de ce décret fixe son application au 1er floréal an II (20 avril 1794).
- L'article 2 énumère les 12 commissions exécutives :

1. La Commission des Administrations civiles, police et tribunaux.
2. La Commission de l'instruction publique.
3. La Commission de l'agriculture et des arts.
4. La Commission du commerce et approvisionnements.
5. La Commission des travaux publics.
6. La Commission des secours publics.
7. La Commission des transports militaires, postes et messageries.
8. La Commission des finances.
9. La Commission de l'organisation et du mouvement des armées de terre.
10. La Commission de la marine et des colonies.
11. La Commission des armes, poudres et exploitation des mines.
12. La Commission des relations extérieures.

- L'article 5 de ce décret donne les attributions générales de la Commission[1] : « La Commission des Administrations civiles, police et tribunaux comprendra celle qui est aujourd'hui désignée sous le nom de Commission des Lois. Elle sera chargée du sceau de la République et des archives du sceau. De l'impression des lois, de leur publication et de leur envoi à toutes les autorités civiles et militaires. Du maintien général de la police, de la surveillance des tribunaux et celle des corps administratifs et municipaux. »

Du 29 germinal (18 avril) au 10 thermidor an II (28 juillet 1794), elle a à sa tête l'ex-président du Tribunal révolutionnaire, le commissaire Herman, assisté, comme adjoint, de Lanne, ex-juge au même tribunal.

## Arrêtés du Comité de salut public portant sur les pouvoirs de la Commission
Les arrêtés du Comité de salut public donnent à la Commission (entendre à Herman) un véritable pouvoir de « police intérieure » (au sens contemporain).
Ainsi, l'arrêté du 30 prairial (18 juin), signé de Robespierre fixe qu'Herman peut interroger tous les suspects. En effet, tous les citoyens mandés à Paris pour y être entendus à la suite de dénonciations faites contre eux doivent être amenés auprès d'Herman qui établit ensuite un rapport au Comité.
Pour pouvoir être entendu et interrogé, le Comité met à la disposition d'Herman un local spécial, à la maison des Quatre-nations, pour y mettre ces personnes.
Enfin, pour permettre au Commissaire de mener à bien ses investigations, le Comité l'autorise à correspondre avec tous les Comités révolutionnaires pour obtenir des renseignements complémentaires, lorsque le besoin s'en fait sentir.
Ensuite, le Comité produit une série d'arrêtés donnant l'administration des prisons à Herman. Ainsi, dès le 4 floréal (23 avril), le Comité arrête que la Conciergerie, la prison de l'Hospice et la maison de l'Égalité sont exclusivement administrées par celui-ci.
Le 17 messidor (5 juillet), Herman est tenu de transmettre des rapports au Comité de salut public sur la conduite des détenus dans chaque prison et maison d'arrêt, et, à la suite de la Conspiration des prisons, de transférer les suspects au Tribunal révolutionnaire dans les vingt-quatre heures.
Avec l'administration des prisons, Herman peut faire arrêter et traduire au Tribunal révolutionnaire toute personne convaincue d'avoir troublé l'ordre dans les prisons. Il n'y a pas un arrêté général du Comité confirmant ce pouvoir. En revanche, il en existe quelques-uns, concernant des particuliers. Ainsi, à la suite des dénonciations des « moutons », un arrêté autorise Herman à enquêter dans les prisons. Cet épisode est appelé la Conspiration des prisons.

## L'organisation interne de la Commission des Administrations civiles, police et tribunaux
Au 10 thermidor, la Commission est composée ainsi qui suit (le nom des commis principaux est entre parenthèses) :
1. Secrétariat général (François-Guillaume Poidevin).
2. 1re Division: Administrations civiles (Rousselin de Saint-Albin jusqu'à son arrestation le 7 prairial an II).
3. 2e Division: Affaires criminelles (Charles Aumont).
4. 3e Division: Affaires civiles (Grégoire Mourre).
5. 4e Division: Émigrés (Augustin-Louis Asselin).
6. 5e Division: Comptes décadaires (Jacques Astier).
7. 6e Division: Bureau du Sceau (François Sallais).
8. 7e Division: Formation et rectification des listes générales des émigrés, déportés et condamnés (de messidor au 10 thermidor an II) (Nazaire Arnault aîné).
9. Bureau des décrets (Jean-Nicolas Sirouval).
10. Bureau de comptabilité (Jean-Ferdinand Houdeyer).

À côté de cette organisation, la Commission a sous son autorité :
1. l'Agence de l'envoi des lois[9].
2. l'Imprimerie nationale des lois.
3. l'Imprimerie des administrations nationales.
4. le Bureau de vérification des impressions nationales.

## Réorganisation et fin de la Commission
Le jour même de la mort de Robespierre, le 10 thermidor, le conventionnel André Dumont dénonce Herman et Lanne comme « terroristes » à la Convention nationale. En effet, deux mois plus tôt, Herman a dénoncé au Comité de salut public son frère Charles Dumont. Ce dernier, qui est l'un des administrateurs de l'Agence de l'envoi des lois, est arrêté pour incivisme et négligences coupables dans ses fonctions.
Deux jours plus tard, le 12 thermidor (30 juillet), la Convention les décrète d'arrestation. Ils sont remplacés par les chefs de la 2e et de la 3e divisions de la Commission, Charles Aumont et Joseph Mourre.
Jusqu'au 10 thermidor la Commission est subordonnée au Comité de salut public. Après la réorganisation du Gouvernement révolutionnaire en fructidor an II, elle est placée sous la surveillance du Comité de législation.
La Commission cesse d'exister avec la mise en place de la Constitution de l'an III le 4 brumaire an IV (26 octobre 1795).